# Отруйні птахи

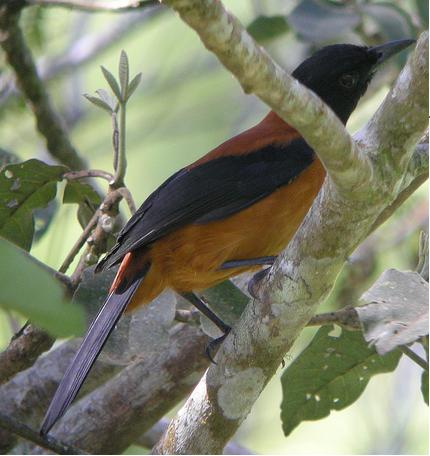
Двоколірна дроздова мухоловка

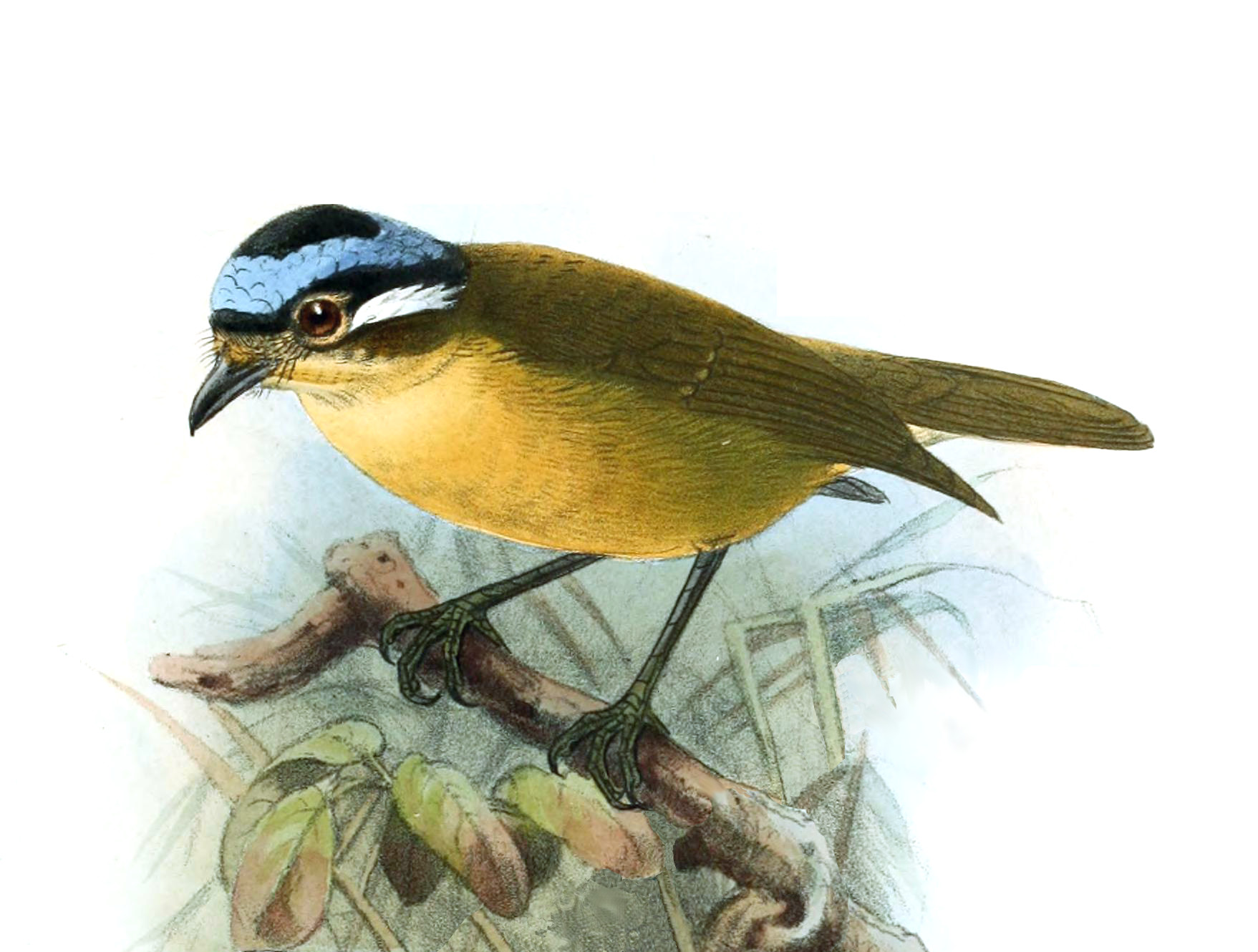
Синьошапочна іфрита

Отруйні птахи — представники класу Птахи (Aves), в організмах яких містяться речовини, отруйні для людини чи інших видів тварин. Птахи відносяться до пасивно-отруйних тварин, тобто токсин (отрута) не синтезується в їх організмах, а лише накопичується в них, будучи складовою частиною якогось з об'єктів їхнього раціону.
Тривалий час вченими вважалося, що отруйні види серед птахів відсутні. Першу отруйну птицю виявили 1989 році. Нею стала двоцвітна дроздова мухоловка, або пітах (Pitohui dichrous). Під час проведення орнітологічного дослідження у тропічних лісах Нової Гвінеї здійснювався вилов птахів. Спіймані дроздові мухоловки дряпали руки і клювали дослідників. Люди мимоволі підносили до рота зудячі пошкодження шкірних покривів і змочували їх слиною. У результаті губи миттєво німіли. Пізніше при дослідженні даних птахів, в їхніх шкірних покривах, пір'ї і внутрішніх органах був виявлений зоотоксин, подібний до батрахотоксину, характерного для південноамериканських жаб-дереволазів.
Пізніше список отруйних птахів істотно розширився. У даний час виявлено п'ять отруйних видів, які належать до роду дроздових мухоловок (Pitohui; Lesson, 1831) із ряду горобцеподібних.
Ще один вид отруйних птахів — синьошапочна іфрита (Ifrita kowaldi), токсичність якої було виявлено в 2000 році. Вона є ендеміком вологих тропічних лісів Нової Гвінеї.

## Не завжди отруйні птахи

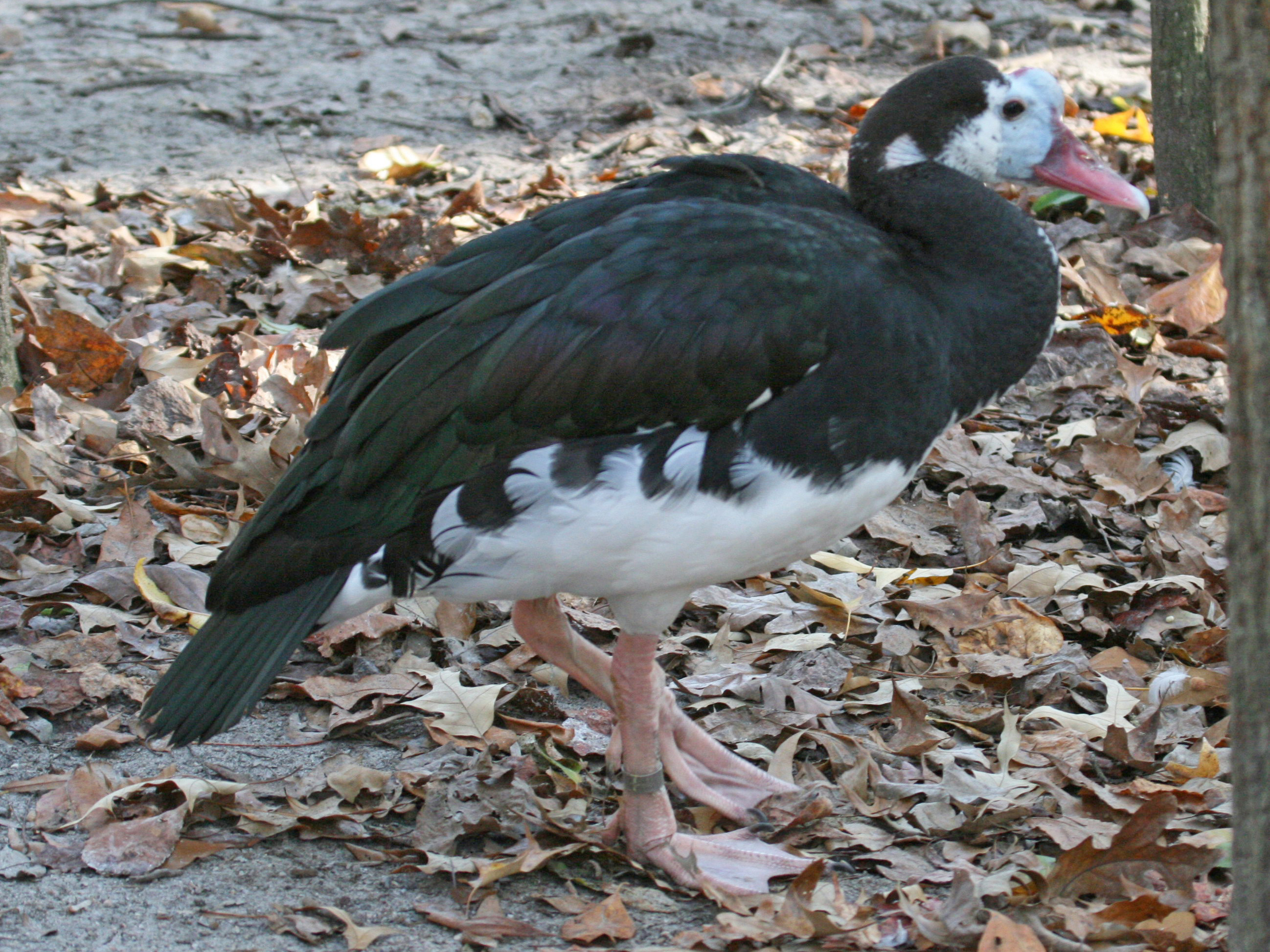
Шпорцевий гусак

Іншими отруйними видами, чия токсичність не є постійною і виникає виключно при появі в їх раціоні джерел токсинів є шпорцевий гусак (Plectropterus gambensis), що мешкає в тропічній Африці на південь від Сахари, і Перепілка звичайна. Токсичність шпорцевого гусака пов'язана з живленням отруйними жуками-наривниками (Meloidae) і т. д.
У різних джерелах описані численні випадки отруєння м'ясом звичайної перепілки. Причини отруєнь тривалий час були невідомими, хоча перші відомості про них були опубліковані в літературі ще в XVII столітті. «Опис України від меж Московії до границь Трансільванії, складений Гильомом Левассер да Бопланом» (переклад 1660 року), містить такі рядки: «У цій місцевості водиться особливий рід перепілки з синіми ногами і смертоносний для тих, хто її з'їдає». Припущення Боплана про приналежність отруйних перепелів до «особливого роду», що відрізняється кольором ніг, є помилковими.

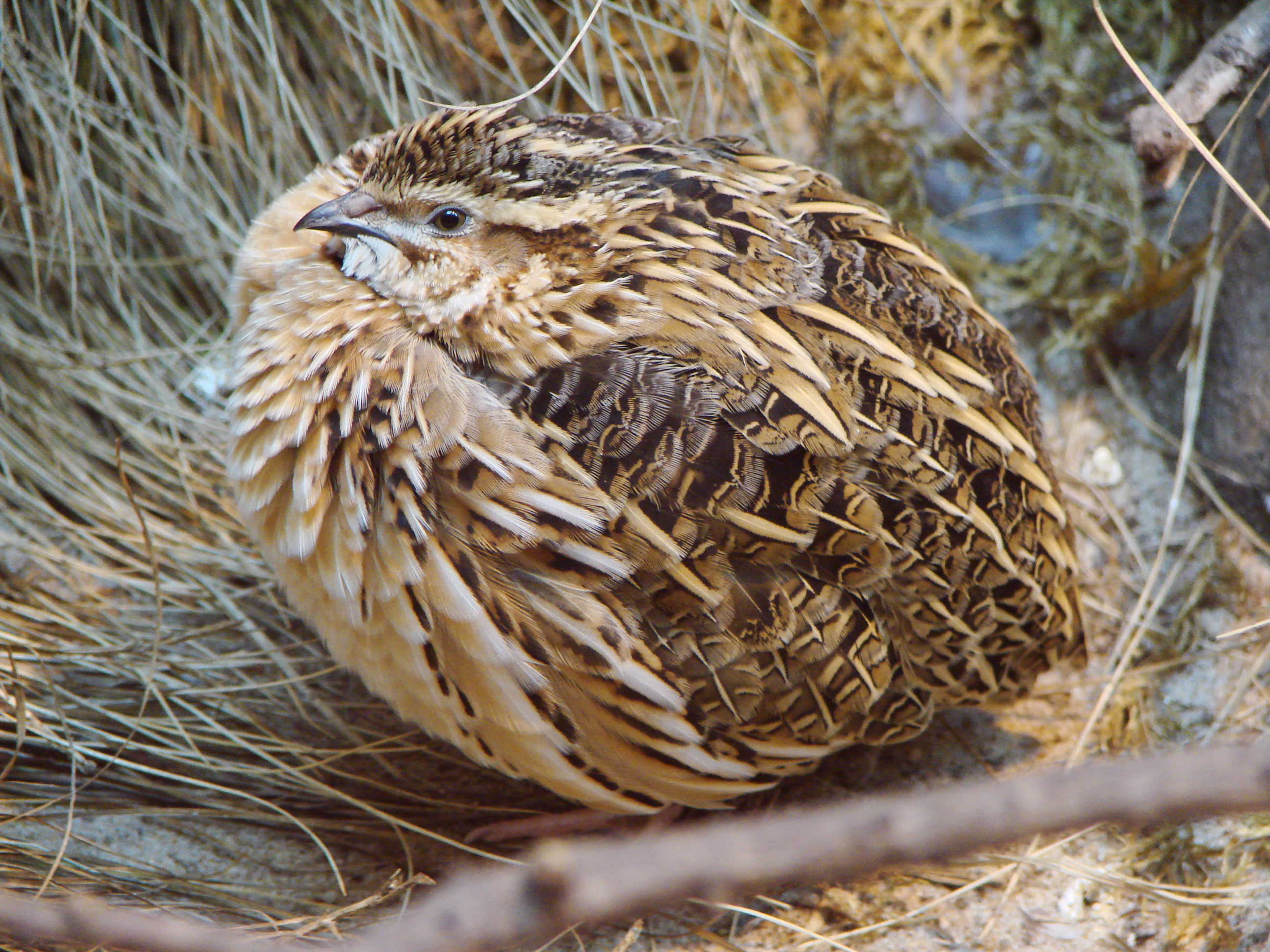
Перепел

Причиною отруєння є акумуляція (накопичення) в м'ясі птахів отруйних речовин після поїдання птахами насіння жабрія. Алкалоїди, що містяться в насінні цієї рослини, викликають блокування закінчень рухових нервів у поперечно-смугастій мускулатурі. Дія багатьох токсинів суворо специфічна, тому перепелки можуть живитись без шкоди для себе насінням деяких рослин, отруйних для людини і домашніх тварин. Отрута стійка до високої температури. Термічна обробка м'яса перепелів її не руйнує. Отруєння у людей відбувається в результаті вживання не лише м'яса «отруйних» птахів і супів з них, а й картоплі, смаженої на перепелиному жирі. Клініка отруєння проявляється через 3-4 години, а іноді через 1 годину (в дуже рідкісних випадках через 15-20 годин) після вживання токсичного м'яса. Першим симптомом є загальна слабкість, люди насилу можуть пересувати ноги, а іноді перестають рухатися взагалі. Трохи пізніше виникає гострий біль, локалізований у литкових м'язах, а потім — оперізуючий біль у попереку, в області спини і грудей. Дихання стає поверхневим і частим. Потім сильні болі також виникають в руках і шиї. Рух кінцівок (їх згинання та розгинання), особливо рук, стає неможливим через болі, виникає скутість. Болі зберігаються від 2 до 12 годин, іноді до доби, вкрай рідко — 2-3 дні. Як правило, смертельний результат відсутній.
Є роботи, які вказують, що причиною отруєння м'ясом перепелок можуть бути насіння цикути (віха отруйного), якими живляться птахи. У цьому випадку м'ясо птахів накопичує такі кількості токсину, що навіть мала його кількість викликає отруєння. Звичайні перепілки здатні без шкоди для себе вживати плоди болиголова, а м'ясо таких птахів може викликати у людини симптоматику отруєння коніном. Останній за впливом на організм людини схожий із нікотином, але характеризується сильною паралізуючою дією на центральну нервову систему і на нервово-м'язові синапси. Крім коніна, в насінні болиголова міститься цілий ряд алкалоїдів і украй токсичний коніцеїн. Клініка отруєння м'ясом перепелок, що живились плодами болиголова, проявляється у розвитку почуття нудоти, блювання, діареї, болю в животі, підвищеної слинотечі, запаморочення, відбувається розширення зіниць, відзначаються парестезії шкірних покривів і зниження дотику. Крім цього відбувається порушення акту ковтання, послаблюється пульс, виникає брадикардія, знижується температура тіла, можливий розвиток непритомністьа, невралгічних болів, розвивається загальний параліч (переважно висхідний). Виникнення судом залежить від наступаючої асфіксії, і в важких випадках летальний результат наступає від задухи, паралічу дихання.
При отруєннях м'ясом перепелок, що містить цикутотоксин з насіння цикути отруйної, розвиваються загальна слабкість, заціпеніння, запаморочення, колікоподібні болі в животі, спостерігається часте блювання, шкірні покриви бліднуть, зіниці розширюються, відзначається задишка, пульс сповільнюється, розвивається слинотеча. Токсин впливає на центри довгастого мозку — спочатку збудливо, а потім паралізує. У зв'язку з цим відзначаються сильні судоми, під час яких може наступити смерть внаслідок паралічу дихального центру.